# 土湯村
土湯村（つちゆむら）は福島県信夫郡にあった村。現在の福島市土湯温泉町にあたる。

## 地理
- 山：箕輪山、鬼面山、鉢森山、相ノ峰、高山、東吾妻山、吾妻小富士、蓬莱山、前大巓、一切経山
- 沼：男沼、女沼、仙水沼、桶沼、鎌沼、五色沼
- 河川：荒川

## 歴史
- 1889年（明治22年）4月1日 - 町村制の施行により土湯村が単独で自治体を形成。
- 1955年（昭和30年）3月31日 - 福島市に編入。同日土湯村廃止。

## 名所・旧跡・観光スポット・祭事・催事
- 土湯温泉
- 野地温泉
- 鷲倉温泉
- 幕川温泉
- 浄土平